# Andújar

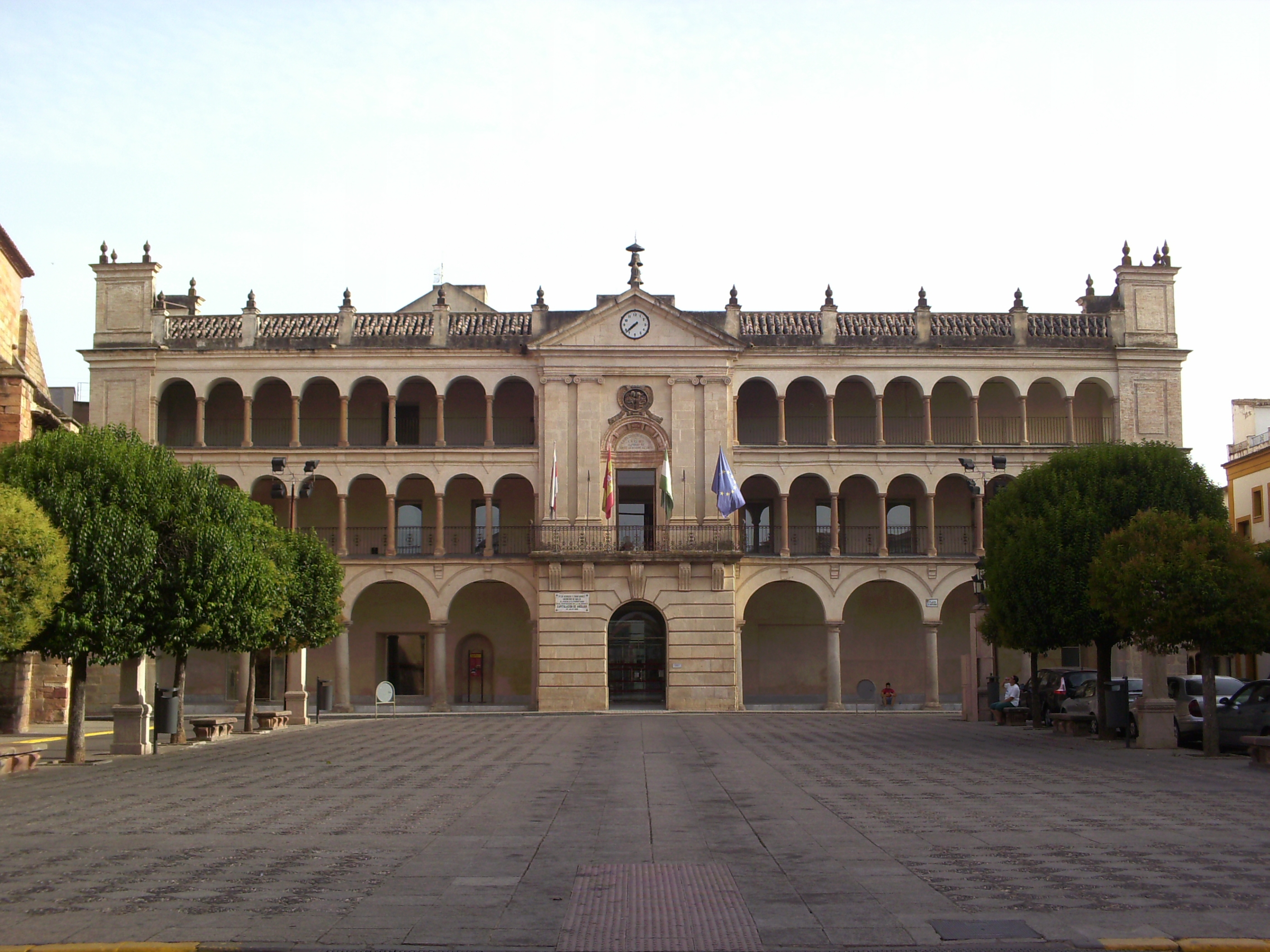
Stadhuis van Andújar

Andújar is een gemeente in de Spaanse provincie Jaén in de regio Andalusië met een oppervlakte van 965 km². Andújar telt 37.975 inwoners (1 januari 2016).

## Demografische ontwikkeling
Bron: INE; 1857-2011: volkstellingen